# Liste der Kulturdenkmäler in Ellscheid
In der Liste der Kulturdenkmäler in Ellscheid sind alle Kulturdenkmäler der rheinland-pfälzischen Ortsgemeinde Ellscheid aufgeführt. Grundlage ist die Denkmalliste des Landes Rheinland-Pfalz (Stand: 17. Juli 2023).

## Einzeldenkmäler
| Bezeichnung                           | Lage                                | Baujahr | Beschreibung                                         | Bild                           |
| ------------------------------------- | ----------------------------------- | ------- | ---------------------------------------------------- | ------------------------------ |
| Katholische Filialkirche St. Antonius | Hauptstraße 29 Lage                 | 1772    | vierachsiger Saalbau, bezeichnet 1772, Westturm 1811 | weitere Bilder Fotos hochladen |
| Wegekreuz                             | nordwestlich des Ortes im Wald Lage |         | Wegekreuz                                            | BW                             |

## Ehemalige Kulturdenkmäler
| Bezeichnung | Lage                | Baujahr | Beschreibung                                                                         | Bild |
| ----------- | ------------------- | ------- | ------------------------------------------------------------------------------------ | ---- |
| Quereinhaus | Hauptstraße 36 Lage |         | Quereinhaus, verputzt, wohl teilweise Fachwerk; abgebrochen und durch Neubau ersetzt | BW   |